# ヤン・サンベール
ヤン・サンベール（Yann Sundberg、1972年12月12日 - ）は、フランスの俳優である。

## 出演作品

### テレビ
- 猟犬たちの夜 そして復讐という名の牙
- 猟犬たちの夜 オルフェーヴル河岸36番地-パリ警視庁（コンスタンティン）

### 映画
- トランスポーター3 アンリミテッド
- SPACER 17
- トレマーズ・ライジング